# Trjapitzion cylindrocerus
Trjapitzion cylindrocerus — викопний вид дрібних перетинчастокрилих комах родини Encyrtidae, що існував у пізньому еоцені. Описаний у 2018 році з решток самиці, що знайдені у рівненському бурштині з Клесівського кар'єру.

## Спосіб життя
Archaeocercus schuvachinae, як і сучасні представники родини Encyrtidae, був паразитоїдом якогось з видів членистоногих.

## Додаткова інформація
У статті, що описує голотип, також міститься опис робочої мурахи Lasius schiefferdeckeri і попелиць Germaraphis oblonga та Germaraphis ungulata.